# Crosskart

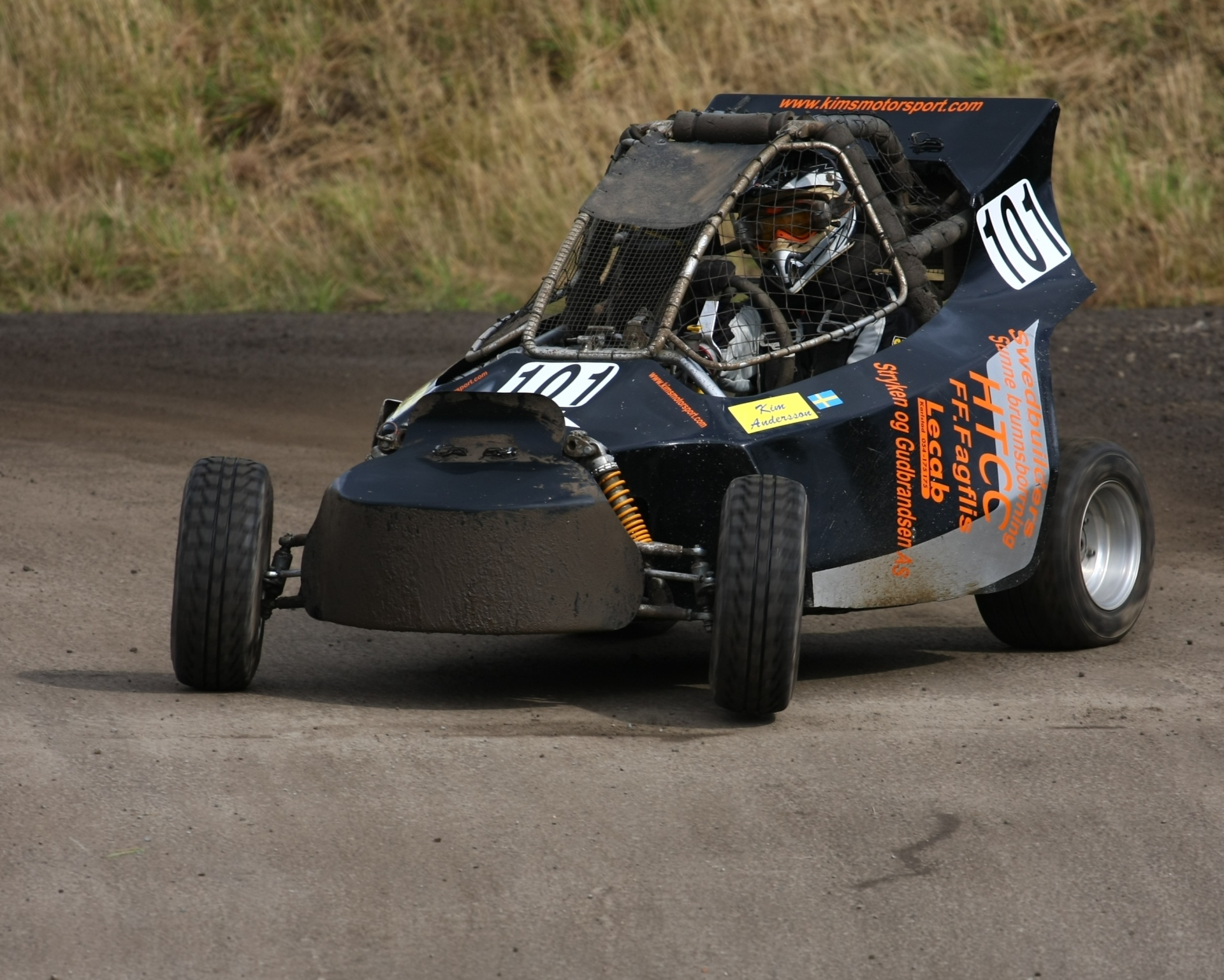
Um Crosskart em ação (2009)

O crosskart ou kartcross, é uma variante do automobilismo sobre veículos simples, de quatro rodas, monopostos dotados de motores de dois ou quatro tempos, similares aos cartes (karts), porém desenvolvido para competições off-road, ou seja, em terra, fora do asfalto.
É uma modalidade menos conhecida e divulgada  no Brasil, porém com adeptos pelo mundo e no Brasil interior, principalmente. Surgiu na Suécia, na década de 1980. Possui categoria divididas pelas cilindradas como 125cc, 250cc e 500cc.